# 100000000 (số)
100000000 (108),(một trăm triệu hay mười kinh (Hán-Việt: 一億)) là một số tự nhiên ngay sau 99999999 và ngay trước 100000001.